# Robert de Holand (Ritter)
Sir Robert de Holand (auch Robert Holland, † zwischen 1302 und 1305) war ein englischer Ritter.
Er entstammte der Familie Holland und war der älteste Sohn und Erbe des Sir Thurstan de Holand, Gutsherr von Upholland in Lancashire, aus dessen erster Ehe mit Margret, Tochter des Adam de Kellet, Gutsherr von Nether Kellet in Lancashire.
1282 wurde er zum Ritter geschlagen. Beim Tod seines Vaters, zwischen 1286 und 1293 erbte er dessen Besitzungen. Neben Upholland besaß er die Güter Hale und Orrel sowie weitere Ländereien in Lancashire.
Er heiratete Elizabeth, Tochter und Coerbin des Sir William de Samlesbury (1227–1256), Herr von Samlesbury in Lancashire. Aus dem Recht seiner Gattin erwarb er 1292 und 1302 Einkommensrechte am Gut Harwood in Lancashire. Mit ihr hatte er mindestens drei Söhne und eine Tochter:
- Robert de Holand, 1. Baron Holand (um 1283–1328);
- Adam Holland;
- William Holland;
- Avena Holland ⚭ Adam Austyn, aus Irland.

Er ist letztmals 1302 belegt und war spätestens 1305 gestorben, als sein Sohn Robert als Inhaber seiner Ländereien auftritt.